# شیمون مارسینیاک
شیمون مارسینیاک (به لهستانی: Szymon Marciniak؛ زادهٔ ۷ ژانویهٔ ۱۹۸۱) داور فوتبال اهل لهستان است.
وی داوری را از سال ۲۰۰۹ از لیگ برتر فوتبال لهستان شروع کرده و در سال ۲۰۱۱ وارد فهرست داوران فیفا شده‌است. از مسابقات مهمی که وی قضاوت کرده‌است، می‌توان به جام ملت‌های اروپا ۲۰۱۶، فینال جام جهانی ۲۰۲۲ ، فینال لیگ قهرمانان اروپا ۲۰۲۳ و فینال جام باشگاه‌های جهان ۲۰۲۳ اشاره کرد. 
او به همراه هاوارد وب (داور انگلیسی) تنها داورانی هستند که در یک سال فینال دو رقابت مهم یعنی  لیگ قهرمانان اروپا  و جام جهانی را سوت زده‌است.در جریان نیمه نهایی فصل ۲۴-۲۳ لیگ قهرمانان اروپا و بازی برگشت بین دو تیم بایرن مونیخ و رئال مادرید او به اشتباه گل صحیح بایرن مونیخ در دقایق پایانی بازی را آفساید اعلام کرد که باعث حذف تیم بایرن مونیخ از آن رقابت شد در ادامه عکس های جنجالی ای از او منتشر شد که روی کیفش لوگوی تیم رئال مادرید وجود دارد که شایعاتی مبنی بر طرفداری او از رئال مادرید در آن بازی و به عمد آفساید اعلام کردن آن گل در بین طرفداران فوتبال پخش شد.در جریان نیمه نهایی فصل ۲۵-۲۴ لیگ قهرمانان اروپا بازی برگشت بین دو تیم بارسلونا و اینتر میلان که با نتیجه ۴-۳ به نفع اینتر به پایان رسید او باز هم چندین اشتباه (که بیشتر آنها به ضرر تیم بارسلونا بود)انجام داد از جمله،اعلام نکردن خطای واضح روی جرارد مارتین از سوی بازیکن اینتر قبل از گل سوم اینتر در دقایق پایانی بازی که در ادامه باعث حذف بارسلونا شد،زدن سوت پایان نیمه اول وقت اضافه در موقعیت تک به تک تیم اینتر که واکنش شدید بازیکنان و کادر فنی تیم اینتر میلان را به همراه داشت و...یک ماه بعد از آن فاجعه داوری در بازی اینتر میلان و بارسلونا از سوی این داور و اعتراض گسترده طرفداران و بازیکنان تیم بارسلونا به او سرانجام یوفا اعلام کرد این داور با تجربه به دلیل اشتباهات مکرر و تاثیرگذار تا اطلاع ثانوی و همچنین از داوری در جام جهانی باشگاه ها ۲۰۲۵ محروم شد.